# 군산 빈해원
군산 빈해원(群山 濱海園)은 대한민국 전북특별자치도 군산시 장미동에 있는 건축물이다. 1952년에 개업해, 1965년 현재 건물로 이동, 신축했다. 2018년 8월 6일 대한민국의 국가등록문화재 제723호로 지정되었다.

## 개요
1952년부터 화교인 왕근석씨에 의해 창업되어 대를 이어온 중국 음식점으로서 1∼2층이 개방된 내부공간이 특징적이다. 근대기 군산에 정착했던 화교 문화와 과거 우리나라의 중국음식점의 역사를 보여주는 건축물로서 가치를 갖고 있으며 보존상태가 양호하다.

## 참고 자료
- 군산 빈해원 - 국가유산청 국가유산포털